# La Chapelle-Launay
Chapelle-Launay – miejscowość i gmina we Francji, w regionie Kraj Loary, w departamencie Loara Atlantycka.
Według danych na rok 2010 gminę zamieszkiwało 2778 osób, a gęstość zaludnienia wynosiła 112 osób/km².